# Witalij Makarow
Witalij Makarow (ur. 23 czerwca 1974 roku) – rosyjski judoka, zdobywca srebrnego medalu na Igrzyskach Olimpijskich w Atenach w kategorii do 73 kilogramów. Startował w Pucharze Świata w latach 1996–2004 i 2006.